# Piel de otoño
 (срп. Јесења кожа) мексичка је теленовела, продукцијске куће Телевиса, снимана током 2004. и 2005.

## Синопсис
Лусија живи у браку са супругом Рамоном са којим има двоје деце, Лилијану и Мигел Анхела. Упркос безусловном подржавању супруге, Рамон је злоставља, због чега и деца престају да је поштују. Размажена Лилијана одлази у Шпанију са дечком који је напушта након сазнања да је трудна. Она девојчицу оставља часним сестрама и враћа се у Мексико. Са друге стране Мигел Анхел је неодговорни младић који сматра да његова мајка заслужује све што јој се дешава. Лусија постаје сенка, несигурно и тужно биће које ужива само док се преко рачунара дописује са мистериозним човеком, у ког се постепено заљубљује.
Никада му није чула глас, не зна како изгледа, али зна да се потписује као Ветар, док се она крије иза надимка Јесен. Када сазна да је Лилијана родила кћерку и да ју је дала на усвајање, Лусија одлази код Рамона у канцеларију, али га затиче за љубавницом Ребеком.
Сломљена, пакује кофере и сели се у Шпанију, где започиње потрагу за унуком. Тамо упознаје пријатеље своје покојне другарице Тријане: Јордија, Мајте и сликара Сантијага, који јој несебично отварају врата свог дома. Између њих двоје, се одмах рађају симпатије, а после извесног времена она сазнаје да је он заправо Ветар. Међутим она не може да му понуди више од пријатељства, јер је удата за насилника Рамона.
И док Рамонова фирма пропада због дугова, деца му се одају пороцима, Лусија мења имиџ и самопоуздање јој расте. Удружује се са Мајте, и постаје успешна жена, а њена срећа се повећава када уз Сантијагову помоћ пронађе унуку Наталију. Ипак, Лусија зна да, ако жели да буде потпуно срећна и преда се Сантијагу, мора вратити се у Мексико, суочи се са својим страховима како би постала господарица своје судбине...

## Улоге
| Глумац               | Улога                      |
| -------------------- | -------------------------- |
| Лаура Флорес         | Лусија Виљареал де Мендоза |
| Рене Стриклер        | Сантијаго Местре           |
| Серхио Гојри         | Рамон Мендоза              |
| Сабине Мосијер       | Ребека Франко              |
| Ракел Олмедо         | Тријана Гаљастеги          |
| Марија Марсела       | Росарио Руиз               |
| Херардо Мурхија      | Густаво Хелман             |
| Мануел Ландета       | Виктор Гутијерез           |
| Алехандро Авила      | Бруно Дордели              |
| Лурдес Рејес         | Клаудија Ламбари           |
| Франко Гала          | Мигел Анхел Мендоза        |
| Флоренсија де Сарачо | Лилијана Мендоза           |
| Аранча Гомез         | Нора Берумен               |
| Августин Арана       | Пабло Кастањеда            |
| Јоланда Вентура      | Мајте                      |
| Хорхе де Силва       | Едуардо Гутијерез          |
| Луис Хавијер         | Јорди                      |
| Лисардо              | Хулио Алберто              |
| Карлос де ла Мота    | Дијего                     |
| Луис Бајардо         | Родриго                    |
| Хорхе Ортин          | Рафаел                     |
| Освалдо Бенавидес    | Дамјан                     |
| Хоана Брито          | Ховита                     |
| Суси-Лу Пења         | Алекса Риверол             |